# Juliusz Rómmel
Pour les articles homonymes, voir Rommel (homonymie).
Juliusz Rómmel (prononciation Roumel en polonais), né le 3 juin 1881 à Grodno et mort le 8 septembre 1967 à Varsovie, est un général polonais. Il commandait deux armées polonaises lors de l'invasion allemande de 1939 où son rôle reste controversé.

## Biographie
Diplômé de l'école d'artillerie Konstantin de Saint-Pétersbourg en 1903, il servit dans l'armée impériale russe avec le rang de colonel. Durant la Première Guerre mondiale, il commanda la 1re brigade d'artillerie. En 1917, il fut transféré dans le IIe Corps polonais en cours de formation en Ukraine et devint l'un de ses organisateurs. Lors de la guerre civile russe, il commanda la brigade légère polonaise, composante de la 4e division de fusiliers du général Zeligowski. Fait prisonnier en Autriche-Hongrie, il rejoignit l'armée polonaise en 1918.
Commandant au sein de 1re division de légion d'infanterie, il créa et commanda la 1re division de cavalerie durant la guerre russo-polonaise de 1920. Il y obtint une victoire marquante dans la bataille de Komarów le 30 août 1920. Le commandant de la cavalerie rouge Boudienny perdit encore 4 000 hommes dans cette bataille et fut lourdement défait par cet ancien colonel tsariste. La bataille de Komarów, plus grande bataille de cavalerie au XXe siècle, contribua à la popularité de Rómmel en Pologne. Il se distingua également dans les rangs du groupe opérationnel Haller dans la 3e armée de Sikorski durant la bataille de la rivière Niémen.
Après la guerre, en 1922, il fut promu au rang de général de brigade et continua à servir dans l'armée à différentes fonctions. Il continua d'abord à commander l'unité qu'il avait commandé pendant la guerre jusqu'en 1924. De 1926 à 1939, il fut inspecteur au sein du l'inspectorat général des forces armées. En 1928, il fut promu au rang de général de division (general dywizji).
En mars 1939, il se voit confier le commandement de l'armée de Łódź, un groupe tactique polonais, qui doit relier les flancs sud et nord de l'armée polonaise lors de la probable guerre avec l'Allemagne. Il plaça ses troupes près de la frontière avec l'Allemagne. Quand les Allemands lancèrent leur offensive le 1er septembre 1939, ce positionnement se révéla être désastreux. Sans défenses naturelles, les forces allemandes prirent facilement le dessus sur l'armée de Rómmel et la coupèrent du reste des forces polonaises, sans beaucoup de chance d'agir comme pivot des défenses polonaises, ni même de pouvoir se replier. Dans des circonstances qui restent encore non éclaircies, Rómmel et son état-major furent séparés de leur armée et rejoignirent Varsovie dans la nuit du 7 au 8 septembre. Le commandant en chef Edward Rydz-Śmigły, qui se trouvait à Brest (ville alors polonaise, à l'est de Varsovie), lui donna le commandement sur l'ensemble des forces polonaises dans une armée de Varsovie organisée dans ce but, qui incluait la force de défense de Varsovie sous le commandement du général Walerian Czuma et la force de défense de la forteresse de Modlin sous celui du général Wiktor Thommée. Rydz-Śmigły ordonna de « ... défendre la ville tant qu'il y aurait des munitions et des vivres, pour retenir le plus de forces ennemies possibles. ». Rómmel signa toutes les proclamations pour la population civile aussi bien que l'acte de capitulation finale de Varsovie le 28 septembre.

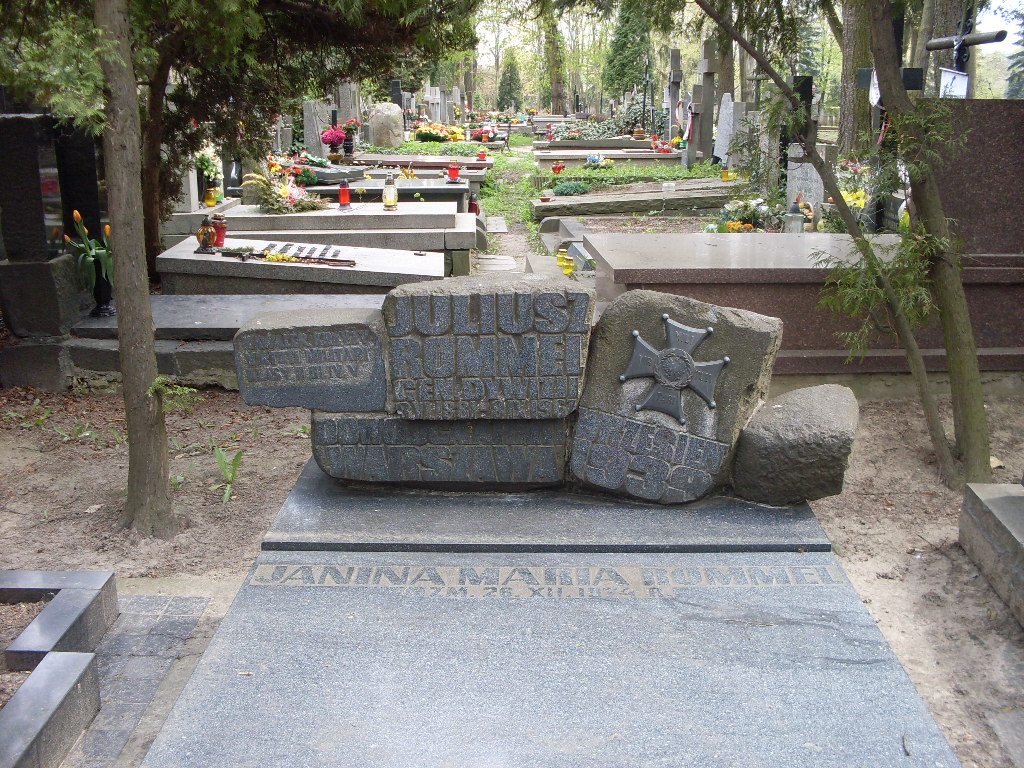
Tombe de Juliusz Rómmel dans le cimetière militaire Powązki à Varsovie.

Il passe le reste de la guerre dans un camp allemand de prisonniers, les dernières années dans celui de l'Oflag VII-A Murnau en Bavière. Libéré par la 12e division blindée américaine en avril 1945, il souhaita rejoindre le Deuxième corps polonais qui avait combattu aux côtés des Anglo-Canadiens et où il ne fut pas le bienvenu. Il décida donc de retourner dans la Pologne alors contrôlée par les communistes. À cause de cela, il fut utilisé par la propagande du régime et présenté comme un héros de guerre. Il fut décoré de la Croix de commandeur dans l'ordre militaire de Virtuti Militari. En 1947, il prit sa retraite et passa le reste de sa vie à écrire des livres. Son rôle, durant la campagne de septembre 1939 et après, continue de susciter des controverses. 
Son frère, Karol Rómmel était aussi un officier dans l'armée polonaise et fut médaillé de bronze dans l'équipe d'équitation polonaise aux Jeux olympiques d'été de 1928 à Amsterdam.
Il est inhumé au cimetière militaire de Powązki.

## Source
- (en) Cet article est partiellement ou en totalité issu de l’article de Wikipédia en anglais intitulé « Juliusz Rómmel » (voir la liste des auteurs).